# Edmond de la Croix
Edmond (oder Edmé) de la Croix (auch Dom Edmundus a Cruce) OCist; (geboren vor 1550; gestorben 21. August 1604 in Barcelona) war Generalabt des Zisterzienserordens und Abt der Abtei von Cîteaux.

## Leben
Edmond de la Croix war Doktor der Theologie und hielt zahlreiche verantwortungsvolle Positionen im Zisterzienserorden inne. Im Jahr 1581 verfasste er eine neue Satzung für die Institution des Zisterzienserordens mit dem Namen “Statuta reformationis monasteriorum Cisterciensis ordinis institutae”.
1584 wurde er zum Generalabt von Citeaux ernannt. Im Jahr 1590 verfasste er die “Oratio qua dominum cardinalem Caietanum, sanctae sedis apostolicae de latere legatum ad regnum Franciae”. Im Mai 1601 berief er das größte Generalkapitel des Ordens von Cîteaux in der Neuzeit ein. Auf dieser Kapitelsitzung wurde ein umfassendes Programm zur Wiederherstellung der Zisterzienserregel in Übereinstimmung mit den Dekreten des Konzils von Trient ausgearbeitet.
Er starb in Barcelona während eines Besuchs der Abteien von Aragonien und Katalonien. Er wurde in der Kirche der Abtei von Poblet beigesetzt.